# 爪獸科
爪獸科（Chalicotheriidae）是奇蹄目下的一類草食性哺乳動物，於4620萬年前始新世中期從細小及像始祖馬的森林動物演化而來，生存於4.62百萬年前至 781,000 千年前的北美洲、歐亞大陸與非洲，其中奈王爪獸屬為最晚滅絕的爪獸科成員。很多爪獸科，如石爪獸屬及爪獸屬，都有馬的大小。漸新世晚期前，牠們主要分為兩類：一類是生活在草原，而另一類則較適應林地。牠們與已滅絕的雷獸及現今的馬、犀牛及貘有關。

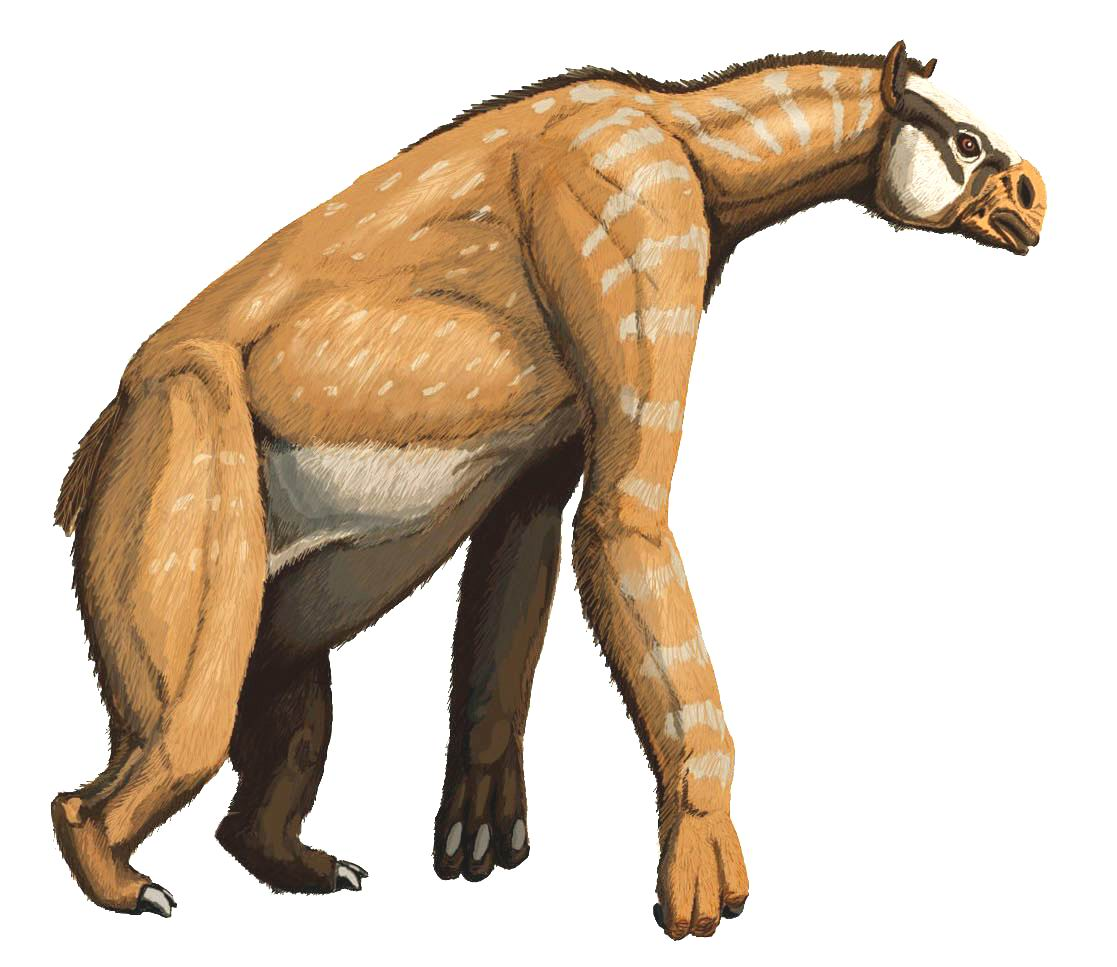
爪獸

## 描述
爪獸科不像現今的奇蹄目，是有長的前肢及短的後肢，故牠們可能主要以其後肢來支撐身體。牠們的前肢有長及彎曲的爪，故牠們可能和現存的大食蟻獸一樣是趾行的。化石遺骸亦有發現厚及發展良好的前趾關節，很像現今的大猩猩。牠們的爪曾一度被認為是用來挖掘樹根及塊莖，但爪及牙齒的磨損情況並不支持這種說法。爪獸科可能是以其爪來割開植物作為食物。
爪獸科的上顎沒有前齒，而後齒則有少許磨損，顯示牠們可能是選擇性地吃植物的。牠們透過前肢的爪拉下樹枝並以枝上的樹葉為食。
爪獸科獨特的身形與行為模式與其他奇蹄目十分不同，但和其他哺乳動物如地懶、大猩猩與大貓熊卻十分類似，展現了趨同演化。

## 分布
爪獸科主要分布于亚洲以及美洲北部的落叶林中。

## 分類
- †爪獸科 Chalicotheriidae Gill, 1872
  - †爪獸亞科 Chalicotheriinae Gill, 1872
    - †異齒爪獸屬 Anisodon
    - †爪獸屬 Chalicotherium
    - †Iriritherium
    - †Kalimantsia
    - †黄昏爪獸屬 Hesperotherium
    - †奈王爪獸屬 Nestoritherium
    - †Winamia

  - †裂爪獸亞科 Schizotheriinae Holland & Peterson, 1914
    - †爪腳獸屬 Ancylotherium
    - †Borissiakia
    - †Chemositia
    - †後裂爪獸屬（英语：Metaschizotherium） Metaschizotherium
    - †石爪獸屬（英语：Moropus） Moropus
    - †掠葉爪獸屬（英语：Phyllotillon） Phyllotillon
    - †裂爪獸屬（英语：Schizotherium） Schizotherium
    - †瘤頭爪獸屬 Tylocephalonyx
    - †黃河爪獸屬（英语：Huanghotherium） Huanghotherium

## 神秘生物學
一些神秘動物學家指非洲的南迪熊可能就是屬於爪獸科的。

## 外部連結
- BBC's Nature Fact Files Archive.today的存檔，存档日期2012-07-19